# Bockange
Bockange est un village et une ancienne commune de Moselle en Lorraine, rattaché à la commune de Piblange.

## Géographie
Cette localité est située au sud-est de Piblange.

## Toponymie
Anciens noms, : Boukelingen (1215), Bunchingen (1216), Bockanges (1255), Bukinga (1317), Buchanges (1321), Buchhingen (1326), Buckingin (1326), Buckingen (1360), Bouchaing et Bouching (1360), Buchinga et Buchingen (1363), Buchingen (1594), Bouching (1613), Bocange (1681), Boccange et Boucange (1697), Bacange (1756), Bockange (1793), Boccange (1801).
En allemand : Buchingen.
Durant le XIXe siècle, Bockange était également connu au niveau postal sous l'alias de Bouchingen.

## Histoire
Faisait partie de la mairie d'Ottonville en 1321. Était annexe de la paroisse de Drogny.

Fit partie du canton de Burtoncourt en 1790 et passa dans celui de Boulay en 1801. Réuni à Piblange par décret du 8 août 1812.

## Démographie
| 1793 | 1800 | 1806 | 1900 |
| ---- | ---- | ---- | ---- |
| 179  | 177  | 198  | 114  |

## Lieux et monuments
- Camp de Bockange[4]